# ペニョーレス
ペニョーレス（Industrias Peñoles S.A.B. de C.V.）はメキシコの非鉄金属企業。ボルサ指数構成銘柄。グルポ・メヒコとあわせてメキシコの二大鉱山企業と呼ばれ、この2社で同国の鉱業生産の大部分を占める。銀などの貴金属を主体に主にメキシコで鉱山採掘、精錬、製錬、化学事業等を行っている。
主要関連会社に、世界一の銀の生産企業である Fresnillo plc. 社（77%子会社）、鉱山部門を統括する Minas Peñoles 社（100%）、精製錬・化学部門を統括する Quimica Magna 社（100%）、インフラ事業部門を統括する Infraestructura 社（100%）などがある。関連各社はメキシコの主要な金・銀・鉛・亜鉛鉱山を多数保有し、2010年時点で生産量の78%を国外に輸出している。

## 沿革
詳しくは高木 (2011) 参照
- 1910年、Peñoles 社の前身 The Fresnillo Company of New York（米国資本）設立。
- 1919年、同社は、英国資本会社 Mexican Corporation にプラントを貸与。
- 1929年、上記2社が合併。
- 1952年、Naica 多金属鉱山権益 100％取得。
- 1961年9月6日、新鉱業法により企業はメキシコ民族資本化され、鉱山会社 Compania Fresnillo 設立。また製錬会社 Metalurgica Peñoles 社（現 Met-Mex Peñoles 社）設立。これら2社が合併し、現在の Peñoles 社（Industria Peñoles）設立。
- 1968年、メキシコ株式市場に上場。